# Swietłana Szimkowa
Swietłana Szimkowa (ur. 18 września 1983 w Bugulmie) – rosyjska sztangistka, mistrzyni świata, mistrzyni Europy.
Jej największym sukcesem jest złoty medal mistrzostw świata w Antalyi, w 2010 roku w kategorii do 69 kilogramów. Na mistrzostwach Europy zdobyła dwa złote medale, w Sofii (2005) i we Władysławowie (2006) w kategorii do 63 kg.

## Osiągnięcia
| Rok  | Zawody             | Miasto        | Miejsce | Kategoria | Wynik  |
| ---- | ------------------ | ------------- | ------- | --------- | ------ |
| 2005 | Mistrzostwa Europy | Sofia         | 1       | 63 kg     | 235 kg |
| 2005 | Mistrzostwa świata | Doha          | 2       | 63 kg     | 247 kg |
| 2006 | Mistrzostwa Europy | Władysławowo  | 1       | 63 kg     | 250 kg |
| 2006 | Mistrzostwa świata | Santo Domingo | 2       | 63 kg     | 241 kg |
| 2010 | Mistrzostwa świata | Antalya       | 1       | 69 kg     | 256 kg |